# انتخابات الرئاسة الإثيوبية 2013
انتخابات الرئاسة الإثيوبية 2013 هي انتخابات رئاسية جرت في 7 أكتوبر 2013، في إثيوبيا، لانتخاب رئيس إثيوبيا.
فاز بالانتخابات مولاتو تيشومي.